# Station Kreiensen
Station Kreiensen (Bahnhof Kreiensen) is een spoorwegstation in de Duitse plaats Kreiensen, in de deelstaat Nedersaksen. Het station is een vorkstation en ligt tussen de spoorlijnen Hannover - Kassel en Helmstedt - Holzminden. Het station werd geopend in 1854 met een verbinding van Hannover naar Göttingen, op 5 augustus 1856 volgde de lijn naar Salzgitter. Als laatste werd de spoorlijn naar Holzminden geopend op 10 oktober 1865. 

## Indeling
Doordat het station een vorkstation is bestaat het uit twee delen, met tussen de sporen het stationsgebouw. Het zuidwestlijke deel ligt aan de spoorlijn van Hannover naar Kassel en heeft één eilandperron en één zijperron, de sporen 1 tot en met 3 liggen hier. De perrons zijn deels overkapt en het eilandperron is te bereiken via een voetgangerstunnel met trappen en liften. Het noordoostelijke deel ligt aan de spoorlijn van Helmstedt naar Holzminden en heeft twee zijperrons, waarvan er één tussen de sporen ligt, daarnaast is er nog een kopspoor. De sporen 51, 52 en 72 zijn hier te vinden. Het tweede zijperron tussen de sporen is te bereiken via een overpad, doordat dit perron vrij smal is zijn hier geen bakjes of andere wachtfaciliteiten. Op het eerste zijperron zijn deze faciliteiten in de vorm van abri's. 
Het station is te bereiken vanaf de straat Bahnhofstraße. Aan deze straat bevinden zich een parkeerterrein, een fietsenstalling, taxistandplaats en een bushalte. In het stationsgebouw zijn er een aantal winkeltjes en een toilet. 

## Verbindingen
De volgende treinseries doen het station Kreiensen aan. Wanneer er een Intercity via de oude spoorlijn rijdt (niet via de HSL) dan stopt deze ook in Kreiensen.
| Serie | Treinsoort                   | Route | Bijzonderheden                                                                 |
| ----- | ---------------------------- | --- | ------------------------------------------------------------------------------ |
| RE 2  | Regional-Express (metronom)  | Uelzen – Celle – Hannover Hbf – Nordstemmen – Elze (Han) – Alfeld (Leine) – Kreiensen – Northeim (Han) – Göttingen |                                                                                |
| RB 82 | Regionalbahn (DB Regio Nord) | Göttingen – Northeim (Han) – Kreiensen – Seesen – Goslar – Bad Harzburg                                            |                                                                                |
| RB 84 | Regionalbahn (NordWestBahn)  | Paderborn Hbf – Bad Driburg (Westf) – Holzminden – (Kreiensen)                                                     | Egge-Bahn 1x per twee uur van/naar Kreiensen, gekoppeld in Ottbergen aan RB 85 |